# پادشاه ون ژو
پادشاه ون از ژو ( به چینی: 周文王)؛ فرمانروای ژو در اواخر دودمان شانگ در چین باستان بود. اگرچه اغلب با پسر چهارمش، حاکم ژو اشتباه گرفته می شود، اما آنها افراد تاریخی متفاوتی هستند. اگرچه این پسرش وو بود که پس از نبرد مویه، شانگ را فتح کرد، فرمانروا ون پس از مرگ به عنوان بنیانگذار دودمان ژو تجلیل شد و پس از مرگش به او عنوان پادشاه داده شد. بسیاری از سرودهای شی چینگ در ستایش میراث پادشاه ون هستند. برخی او را اولین قهرمان حماسی تاریخ چین می دانند.

## زندگی
نام ون، جی چانگ (姬昌) بود؛ او پسر تایرن و جی جیلی بود. جی جیلی فرمانروای ژو، ایالت کوچکی در کنار رودخانه وی در شاآنشی امروزی بود. در اواخر قرن ۱۲ پیش از میلاد پادشاه شانگ، ون دینگ به جیلی خیانت کرد و او را اعدام کرد؛ بنابراین چانگ جوان فرمانروای ژو شد.
ون با زنی به نام تایسی ازدواج کرد و از او ده پسر و یک دختر داشت؛ همچنین حداقل هشت پسر دیگر از همخوابه‌های دیگر داشت.
پس از مدتی پادشاه ژو شانگ، از ترس افزایش قدرت ون و تهمت زدن‌های مرزبان چونگ، او را در یولی (تانگیین کنونی در هنان) به زندان انداخت. پسر بزرگ او، بو ییکائو، به نزد پادشاه ژو رفت تا برای آزادی پدرش را درخواست کند، اما چس از عصبانیت پادشاه شانگ با روش لینگچی اعدام شد؛ سپس از او کیک های گوشتی درست کردند و به پدرش در یولی خوراندند. با این حال، بسیاری از مقامات (به ویژه سان یی‌شنگ و هونگ یائو) به ون به دلیل حکومت شرافتمندانه‌اش احترام می‌گذاشتند و به پادشاه شانگ هدایای زیادی - از جمله طلا، اسب و زن - دادند تا ون را آزاد کند؛ پادشاه شانگ همچنین سلاح‌های شخصی‌اش را به او اهدا کرد و او را به درجه ویژه فرمانروای غرب ارتقا داد. ون تکه ای از زمین خود را در لو غربی به پادشاه شانگ پیشنهاد داد، او نیز به ون اجازه داد آخرین درخواستش را بکند. او درخواست کرد که مجازات ستون سوزان لغو شود و چنین هم شد.
پس از بازگشت به خانه، ون مخفیانه شروع به توطئه برای سرنگونی پادشاه ژو شانگ کرد. در سال نخست به عنوان فرمانروای غرب، او اختلافات زمینی بین ایالت‌های یو و روئی را حل و فصل کرد و در میان اشراف شهرت بیشتری به دست آورد. در این زمان بود که برخی از اشراف او را ‍‍‍‍‍«پادشاه» نامیدند. سال بعد، ون، جیانگ زیا را در حال ماهیگیری در رودخانه پان یافت و او را به عنوان مشاور نظامی استخدام کرد. او همچنین تهاجم بربرهای چوانرونگ را دفع کرد و بخشی از سرزمین آنها را اشغال کرد. سال بعد، او علیه میکسو مبارزه کرد، رئیس ایالت میکسو ایالت‌های کوچکتر روآن و گونگ را مورد آزار و اذیت قرار می داد و بدین ترتیب این سه ایالت را ضمیمه خود کرد. سال بعد، او به لی، ایالت دست‌نشانده شانگ حمله کرد و سال بعد از آن نیز به ای، یک کشور شورشی مخالف شانگ حمله کرد و هر دو را فتح کرد. یک سال بعد او به چونگ، خانه هو، مرزبان چونگ، دشمن سرسخت خود حمله کرد و آن را شکست داد و به گدار منگ دسترسی یافت که از طریق آن می‌توانست ارتش خود برای حمله به شانگ عبور دهد. در آن زمان او حدود دو سوم کل پادشاهی را یا به عنوان دارایی مستقیم یا متحدان قسم‌خورده به دست آورده بود. در همان سال او پایتخت خود را در صد کیلومتری شرق از کوه چی به فنگ منتقل کرد و شانگ را در معرض تهدید قریب‌الوقوع قرار داد. با این حال، سال بعد، فرمانروای غرب، پیش از عبور از گدار درگذشت. با این وجود، شایان ذکر است که براساس منابع دیگر؛ او در نبرد با نیروهای متحد یین و شانگ کشته شده است.
چهار سال پس از مرگ او، پسر دومش، معروف به پادشاه وو، راه او را دنبال کرد و شانگ را در مویه درهم شکست و دودمان ژو را تأسیس کرد. نام "ون" به معنای "فرهنگ" یا "متمدن" است و توسط پادشاه وو به افتخار پدرش به نام رسمی سلطنتی او تبدیل شد.